# Jødiske sprog
Jødiske sprog er en samlende betegnelse på de sprog, som i varierende omfang har været brugt, og stadig bruges af jødiske grupper i forskellige dele af verden. De forskellige sprogs grund er det lokale sprog, tilsat hebraiske (og evt. aramæiske) låneord, og faste vendinger med sit ophav i den jødiske religiøse og kulturelle sfære. De mest kendte jødiske sprog er i dag jiddisch og ladino; historisk har også flere andre, f.eks. judeo-arabisk spillet en væsentlig rolle. Fælles for de fleste af disse sprog er desuden, at de bliver skrevet med hebraiske bogstaver.